# شارلوت دي روهان
شارلوت دي روهان (بالفرنسية: Charlotte de Rohan)‏ هي أرستقراطية فرنسية، ولدت في 7 أكتوبر 1737 في باريس في فرنسا، وتوفي بنفس المكان في 4 مارس 1760 بسبب اضطراب النفاس.